# Cascina (rivière)
Pour les articles homonymes, voir Cascina (homonymie).
La Cascina est un cours d'eau de la Toscane, qui coule dans la province de Pise. C'est un affluent gauche de l'Era, elle-même affluent de l'Arno.

## Géographie
Elle naît à Poggio alla Nebbia  (571 m) sur la commune de  Chianni et rejoint l'Era 21 km peu après  Ponsacco.
Elle rejoignait directement l'Arno entre  Cascina et Ottavo avant 1179 ; des inondations firent intervenir les autorités de la ville de Pise qui la dévièrent de son cours premier.

## Sources
- (it) Cet article est partiellement ou en totalité issu de l’article de Wikipédia en italien intitulé « Cascina (fiume) » (voir la liste des auteurs).